# Primigenia
Primigenia è un album in studio del gruppo alternative rock Disciplinatha. Si tratta dell'ultimo disco della band bolognese prodotto dal Consorzio Produttori Indipendenti.

## Tracce
1. D'intro
2. Lingua lusinga
3. Esilio
4. Primigenia
5. Quanto mi ami?
6. Mi addormento
7. A volte invece no
8. Voci
9. New dawn fades (Joy Division cover)
10. Otto minuti
11. Chiamata inverno

## Formazione
- Cristiano Santini - voce e chitarra
- Dario Parisini - chitarre
- Daniele Albertazzi - batteria
- Valeria Cevolani - voce
- Roberta Vicinelli - basso e tastiere
- Dalia Zipoli - cori